# Five Nations 1954
Die Ausgabe 1954 des jährlich ausgetragenen Rugby-Union-Turniers Five Nations (seit 2000 Six Nations) fand zwischen dem 9. Januar und dem 10. April statt. Turniersieger wurden gemeinsam Wales, England und Frankreich (die Punktedifferenz spielte beim damaligen Turniermodus keine Rolle). Es war dies der erste Turniersieg Frankreichs, während England mit Siegen gegen alle britischen Mannschaften die Triple Crown schaffte.

## Teilnehmer
| Land       | Stadion                            | Stadt             | Kapitän                                |
| ---------- | ---------------------------------- | ----------------- | -------------------------------------- |
| England    | Twickenham Stadium                 | London            | Bob Stirling                           |
| Frankreich | Stade Olympique Yves-du-Manoir     | Colombes          | Jean Prat                              |
| Irland     | Lansdowne Road / Ravenhill Stadium | Dublin / Belfast  | Jack Kyle / Jim McCarthy               |
| Schottland | Murrayfield Stadium                | Edinburgh         | Norman Davidson / Doug Elliot          |
| Wales      | Cardiff Arms Park / St Helen’s     | Cardiff / Swansea | Ken Jones / Rees Stephens / Rex Willis |

## Tabelle
|    | Land       | Spiele | Siege | Unent. | Ndlg. | Spiel- punkte | Diff. | Tabellen- punkte |
| -- | ---------- | ------ | ----- | ------ | ----- | ------------- | ----- | ---------------- |
| 1. | Wales      | 4      | 3     | 0      | 1     | 52:34         | + 18  | 6                |
| 1. | England    | 4      | 3     | 0      | 1     | 39:23         | + 16  | 6                |
| 1. | Frankreich | 4      | 3     | 0      | 1     | 35:22         | + 13  | 6                |
| 4. | Irland     | 4      | 1     | 0      | 3     | 18:34         | − 16  | 2                |
| 5. | Schottland | 4      | 0     | 0      | 4     | 6:37          | − 31  | 0                |

## Ergebnisse
| 9. Januar 1954 | Schottland | 0 : 3   | Frankreich          | Murrayfield Stadium, Edinburgh Zuschauer: 60.000 Schiedsrichter: Ivor David (Wales) |
| 9. Januar 1954 |            | Bereich | Versuche: Brejassou | Murrayfield Stadium, Edinburgh Zuschauer: 60.000 Schiedsrichter: Ivor David (Wales) |

| 16. Januar 1954 | England                     | 9 : 6         | Wales                                    | Twickenham Stadium, London Schiedsrichter: Michael Dowling (Irland) |
| 16. Januar 1954 | Versuche: Winn Woodward (2) | (3:3) Bericht | Versuche: Rowlands Straftritte: Rowlands | Twickenham Stadium, London Schiedsrichter: Michael Dowling (Irland) |

| 23. Januar 1954 | Frankreich                                | 8 : 0   | Irland | Stade Olympique Yves-du-Manoir, Colombes Zuschauer: 29.391 Schiedsrichter: Alexander Dickie (Schottland) |
| 23. Januar 1954 | Versuche: M. Prat (2) Erhöhungen: J. Prat | Bericht |        | Stade Olympique Yves-du-Manoir, Colombes Zuschauer: 29.391 Schiedsrichter: Alexander Dickie (Schottland) |

| 13. Februar 1954 | England                                                               | 14 : 3        | Irland                       | Twickenham Stadium Schiedsrichter: Alexander Dickie (Schottland) |
| 13. Februar 1954 | Versuche: Butterfield Regan Wilson Erhöhungen: King Straftritte: King | (6:3) Bericht | Straftritte: Murphy-O’Connor | Twickenham Stadium Schiedsrichter: Alexander Dickie (Schottland) |

| 27. Februar 1954 | Irland            | 6 : 0         | Schottland | Ravenhill Stadium, Belfast Schiedsrichter: Vernon Parfitt (Wales) |
| 27. Februar 1954 | Versuche: Mortell | (3:0) Bericht |            | Ravenhill Stadium, Belfast Schiedsrichter: Vernon Parfitt (Wales) |

| 13. März 1954 | Irland                                        | 9 : 12        | Wales                                    | Lansdowne Road, Dublin Zuschauer: 45.000 Schiedsrichter: A. W. C. Austin (Schottland) |
| 13. März 1954 | Versuche: Gaston Straftritte: Henderson Kelly | (6:6) Bericht | Straftritte: Evans (3) Dropgoals: Thomas | Lansdowne Road, Dublin Zuschauer: 45.000 Schiedsrichter: A. W. C. Austin (Schottland) |

| 20. März 1954 | Schottland      | 3 : 13        | England                                          | Murrayfield Stadium, Edinburgh |
| 20. März 1954 | Versuche: Elgie | (0:5) Bericht | Versuche: Wilson (2) Young Erhöhungen: Gibbs (2) | Murrayfield Stadium, Edinburgh |

| 27. März 1954 | Wales                                                                        | 19 : 13       | Frankreich                                                         | Cardiff Arms Park, Cardiff Zuschauer: 60.000 |
| 27. März 1954 | Versuche: Griffiths B. Williams Erhöhungen: Evans (2) Straftritte: Evans (3) | (5:5) Bericht | Versuche: Baulon Martine Erhöhungen: J. Prat (2) Straftritte: Prat | Cardiff Arms Park, Cardiff Zuschauer: 60.000 |

| 10. April 1954 | Frankreich                                                        | 11 : 3        | England          | Stade Olympique Yves-du-Manoir, Colombes |
| 10. April 1954 | Versuche: Boniface M. Prat Erhöhungen: J. Prat Dropgoals: J. Prat | (3:3) Bericht | Versuche: Wilson | Stade Olympique Yves-du-Manoir, Colombes |

| 10. April 1954 | Wales                                                                   | 15 : 3        | Schottland          | St Helen’s, Swansea |
| 10. April 1954 | Versuche: Meredith Morgan Ray Williams Rhys Williams Straftritte: Evans | (6:0) Bericht | Versuche: Henderson | St Helen’s, Swansea |